# نيومان لافي
نيومان لافي (بالإنجليزية: Newman Levy)‏ هو محامي أمريكي، ولد في 30 نوفمبر 1888، وتوفي في 22 مارس 1966.